# اویگ، سکای
اویگ (به انگلیسی: Uig) یک روستا در بریتانیا است که در هایلند واقع شده‌است. اویگ ۲۰۰ نفر جمعیت دارد.